# Antoine Allard

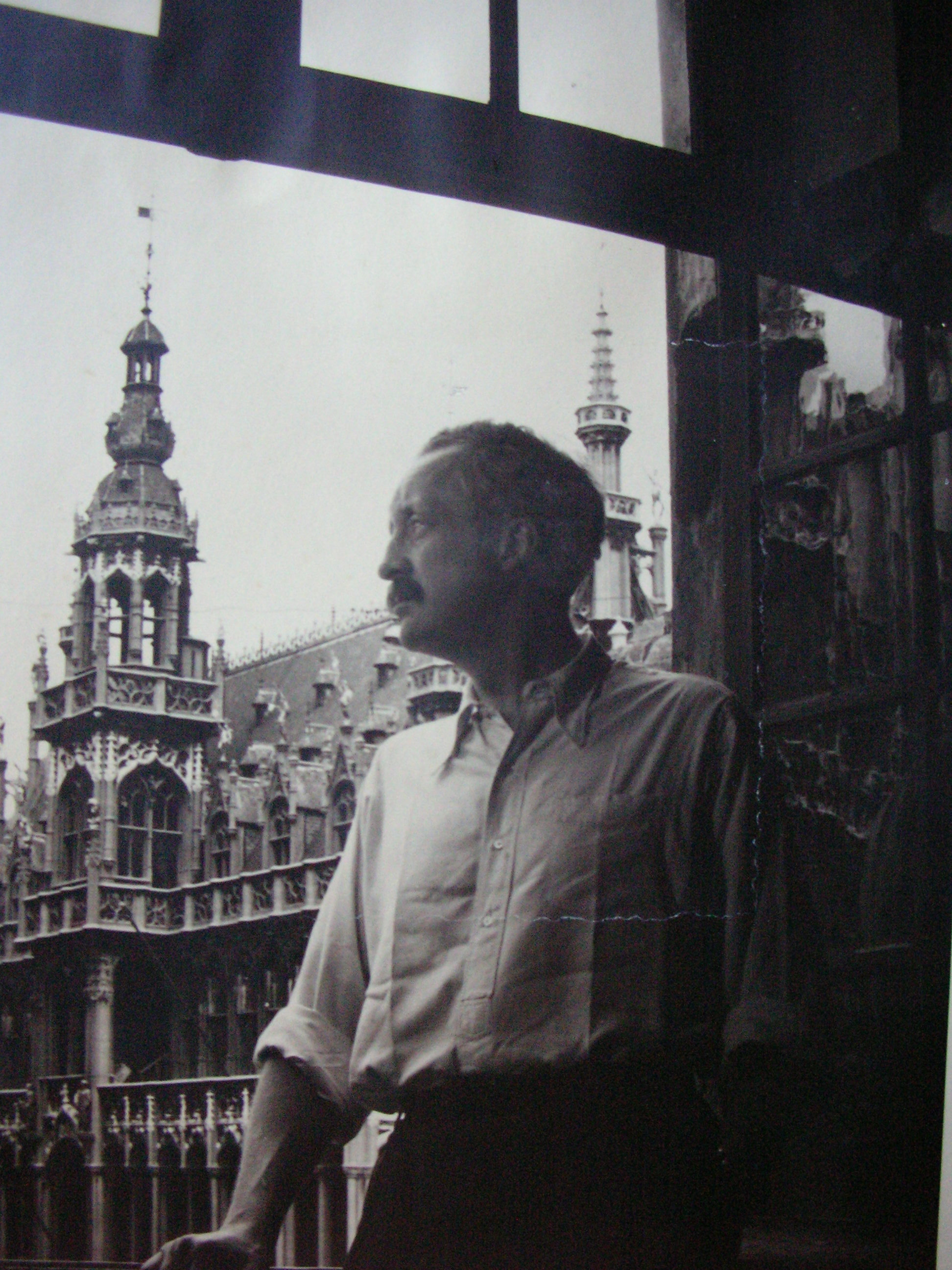
Im Atelier am Grand-Place in Brüssel.

„Der rote Baron“ Antoine Allard (* 16. Dezember 1907 in Brüssel; † 18. Juni 1981 ebenda) war ein belgischer Friedensaktivist, Maler, Dichter, Mitbegründer und erster Präsident von Oxfam Belgien.

## Familie
Antoine Allard stammte aus einer belgischen Bankiersfamilie mit internationalen Aktivitäten. Sein Großvater Victor Allard war ein bedeutender Bankier, Politiker und stellvertretender Gouverneur der Nationalbank. Sein Vater Josse Allard (1868–1931) war Bankier und führte die ursprüngliche Familientätigkeit als Direktor der belgischen Münzherstellung weiter. Er wandelte die Privatbank in die Financière Josse Allard um, die hauptsächlich in Belgisch-Kongo tätig war. Seine Mutter war Marie-Antoinette Calley Saint Paul de Sinçay (1881–1977). Josse Allard wurde 1929 in den belgischen Adelsstand erhoben und erhielt den Titel eines Barons, der durch Erstgeburt übertragbar ist, in diesem Fall auf Antoine.
Antoine Allard heiratete 1935 in Triest Elena Schott (1911–2001), eine ehemalige Olympiasiegerin im Skifahren. Sie hatten eine Tochter, Astrid (1936–2023), die einen italienischen Adligen in Turin heiratete und in Mailand lebte.

## Lebenslauf
Antoine Allard begann im Alter von 10 Jahren, sich für die Malerei zu interessieren und nahm Unterricht bei Oswald Poreau. Nach dem Abitur folgte er der väterlichen Anweisung und begann ein Wirtschaftsstudium an der Facultés Universitaires in Namur. Er hielt das nicht aus und floh 1928 aus Belgien. Sein Vater akzeptierte die künstlerischen Ambitionen seines zweiten Sohnes und ließ ihn in München im Atelier des Künstlers Moritz Heymann arbeiten.
Als Maler hat Antoine Allard ein beachtliches Werk hinterlassen: Gemälde, Zeichnungen, Karikaturen.
Schon damals begann er, sich für pazifistische Organisationen zu interessieren. Im Jahr 1936 nahm er am Congrès des Peuples in Genf teil.
1939 starb sein ältester Bruder, der Bergbauingenieur Josse Allard (* 1903 in Brüssel; † 1939 in Uccle), der die Geschäfte der Familie führte. Antoine folgte dem Ruf der Familie, sich um einen Teil der Familienangelegenheiten zu kümmern. 1940 ging er nach Belgisch-Kongo und leitete dort acht Unternehmen, von denen die Société commerciale et minière (COMINIERE) das wichtigste war. Nach dem Krieg übergab er die Leitung an andere und zog sich ab 1952 nach und nach aus den Unternehmen zurück. Im selben Jahr trat er aus Protest aus der Société continentale de Construction aus, als diese einen Vertrag zum Bau von Militärflugplätzen unterzeichnete. 1958 trug er dazu bei, die Société financière Josse Allard, deren Präsident er war, in die Empain-Gruppe zu integrieren.
Inzwischen hatte er bereits einen ganz anderen Weg eingeschlagen. Nachdem er während des Krieges zur Force Publique im Kongo eingezogen worden war und mit dieser Truppe als Bahrenträger an der Invasion Italiens teilgenommen hatte, begann er ein Leben als Friedensaktivist.

### Stop War
Nachdem er an den Kriegseinsätzen in Italien teilgenommen hatte, gründete er kurz nach Kriegsende und nach den Atombombenabwürfen auf Hiroshima und Nagasaki die Bewegung Stop War.
Eines seiner Ziele war die Einrichtung atomwaffenfreier Zonen in Erwartung eines vollständigen Verbots von Atomwaffen. Dies führte in der belgischen Presse zu einer heftigen Polemik. Unter anderem wurde Antoine Allard vorgeworfen, seine erste atomwaffenfreie Zone in und um Westkapelle, wo er seinen Landsitz hatte, vorausgesehen zu haben.
Seine Villa wurde zu einem Zufluchtsort für mehrere Kriegsdienstverweigerer und amerikanische Deserteure aus dem Vietnamkrieg.

### Linksgerichtete Friedensbewegungen
1946 wurde Antoine Allard Sekretär der Weltbewegung für Föderalismus. Im Jahr 1948 gründete er die Nonviolent Commands for Peace.
Er setzte sich für das Recht auf Kriegsdienstverweigerung, gegen die Gründung der NATO, gegen die Wiederaufrüstung Deutschlands, gegen die Europäische Verteidigungsgemeinschaft usw. ein.
Sein Pazifismus brachte ihn in den Schoß von Organisationen, die von der Sowjetunion aus gesteuert wurden und allesamt vehement antiamerikanisch waren. Die wichtigste davon war die Weltfriedensbewegung, und er nahm an einigen großen Treffen dieser kryptokommunistischen Organisation teil.
Er organisierte auch selbst Treffen, um für Friedensideen (aus sowjetischer Sicht) zu werben. Auf einer dieser Tagungen, die im April 1954 in Knokke stattfand, brachte er unter anderem die Teilnehmer zur Diskussion zusammen: Bertolt Brecht, Elsa Triolet, Anna Seghers, Jean-Paul Sartre, Vercors, Renaud de Jouvenel, Carlo Levi, Schriftsteller hinter dem Eisernen Vorhang wie Konstantin Fedin und einige belgische Autoren. Aloïs Gerlo und Mark Braet fungierten als Sekretäre. Es war beabsichtigt, eine Friedenskonferenz von Schriftstellern aus Ost und West vorzubereiten, eine Initiative, die nach dem Ungarnaufstand scheiterte.
Antoine Allard baute gute Beziehungen zu führenden Politikern in der Sowjetunion und in der Volksrepublik China auf. Dies machte ihn zum idealen Organisator der Reisen, die Königin Elisabeth von Belgien 1958 und 1961 gegen den Willen der belgischen Regierung in diese beiden Länder unternahm und bei denen sie Politiker wie Nikita Chruschtschow und Mao traf. Antoine Allard begleitete sie auf ihren Reisen. Die belgische Regierung war mit diesen Reisen höchst unzufrieden und Antoine Allard wurde in den Zeitungen als Mitläufer beschuldigt.

### Pacem in Terris und fairer Handel
Nach der Niederschlagung des ungarischen Aufstandes im Oktober/November 1956 und anderen Entwicklungen schwand sein Glaube an die russischen Friedensideale allmählich und er zog sich aus den pazifistischen Mantelorganisationen zurück. Um geistige Nahrung zu finden, wandte er sich den Schriften von Albert Schweitzer, Pierre Teilhard de Chardin und anderen zu. Er wurde ein Bewunderer von Papst Johannes XXIII. und nahm an Treffen teil, bei denen die Ideen der Enzyklika Pacem in Terris verbreitet wurden.
Er interessierte sich besonders für die Ideen des fairen Handels für die Vermarktung von Produkten aus Entwicklungsländern. Bereits 1957 wurde er Vorsitzender des belgischen Komitees zur Förderung des internationalen Handels, und Anfang 1964 gründete er zusammen mit Victor de Robiano (1907–1987) die Organisation Oxfam Belgien, der er bis zu seinem Tod vorstand. Er gehörte zu den Gründern der Oxfam-Weltläden in Belgien und der Oxfam-Solidaritäts-Secondhand-Läden im Jahr 1971. Er starb plötzlich am Abend des 18. Juni 1981, als er eine Hauptversammlung dieser Organisation verließ und auf der Straße stürzte. An diesem Abend hatte der Vorsitzende seinen letzten Appell ausgesprochen: „Männer, die ihre eigenen Kinder lieben, sollen auch die Kinder anderer lieben und sie nicht bombardieren“.
Seine Witwe Elena blieb noch fast 20 Jahre lang sehr aktiv für Oxfam.

## Kunstsammlung
Antoine Allard war auch ein Kunstsammler.
Er stellte unter anderem eine Sammlung chinesischer und tibetischer Kunstobjekte zusammen, die er bei seinen zahlreichen Besuchen in der Volksrepublik China erwerben konnte. Nach dem Tod seiner Frau wurde diese Sammlung auf Wunsch seiner Tochter am 10. Juni 2014 bei Sotheby’s in Paris versteigert.
Neben einigen unverkauften Objekten gab es auch einige, die zu Rekordpreisen verkauft wurden. Für 265.000 Euro wurde ein Pierre sonore aus grüner Jade von 1764 versteigert.